# Provincia de Jorasán del Norte
Jorasán del Norte (en persa: استان خراسان شمالی) es una de las 31 provincias en las que se divide Irán. Su capital es Bojnourd. Fue creada en 2004, fecha en que la antigua provincia de Jorasán se dividió en tres.

## Subdivisiones

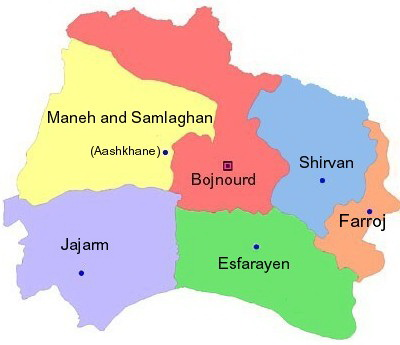
Shahrestanes de Jorasán del Norte.

La provincia se subdivide en nueve shahrestanes o "distritos": 
- Esfarayen
- Faroj
- Germeh
- Jajarm
- Maneh va Samalqan
- Shirvan

## Etnias e idiomas
Actualmente, Jorasán del Norte es uno de los territorios más plurales de Irán. En torno a un 37% de la población son kurdos que hablan el dialecto kurdo kurmanji, un 29% hablan persa, un 27% son turcos jorasanes, un 5% turcomanos y el resto lo conforman principalmente grupos de balochis, luros y árabes.